# تترافلورید ایریدیم
تترافلورید ایریدیم (به انگلیسی: Iridium tetrafluoride) با فرمول شیمیایی IrF۴ یک ترکیب شیمیایی است. که جرم مولی آن 268.2109 g/mol می‌باشد. شکل ظاهری این ترکیب، جامد قهوه‌ای تیره است.